# 486 a.C.
Il 486 a.C. (CDLXXXVI a.C. in numeri romani) è un anno  del V secolo a.C.

## Eventi
- A Dario I succede il figlio Serse I come Gran Re di Persia
- L'Egitto si ribella ai Persiani
- Roma: 
  - consoli Spurio Cassio Vecellino III, e Proculo Verginio Tricosto Rutilo.
  - Spurio Cassio Vecellino propone la riforma agraria.
  - Proculo Verginio consacra il Tempio della Fortuna Muliebre
- Primo agone comico ad Atene.

## Morti
- Dario I di Persia, re persiano (n. 550 a.C.)
- Gautama Buddha, monaco buddista, filosofo e mistico indiano (n. 566 a.C.)